# Лабид ибн Рабиа
Лаби́д ибн Раби́а (араб. أبو عقيل لَبيد بن ربيعة بن مالك العامِري‎; около 560 — около 661) — арабский писатель

 и поэт, последователь Мухаммеда.
Он принадлежал к кочевой общине бану амир, являвшейся частью племени хавазин. Относится к так называемому поколению «аль-мухадрамун» (последователи Пророка, жившие в одно время с ним, но не повстречали его). В молодые годы он был активным воином, и его стихи во многом касаются межплеменных споров. Позже больной дядя послал его за лекарством от Мухаммеда в Медину, и там на него сильно повлияла часть Корана, самая короткая сура «Аль-Кавсар». Вскоре после этого он принял ислам, но, похоже, перестал писа́ть. Говорят, что во времена халифата Умара он поселился в Куфе. Предание приписывает ему долгую жизнь, но даты приводятся сомнительно и противоречиво. Одно из его стихотворений содержится в муаллаках.
Литературное наследие Лабида ибн Рабиа состоит примерно из полусотни стихотворных произведений, посвященных красотам и жестокости пустыни, а также восхвалению храбрости воинов его родного племени. Согласно «Большой советской энциклопедии», стихотворения Лабида отличаются «простотой и строгостью языка».